# Hjältarnas torg

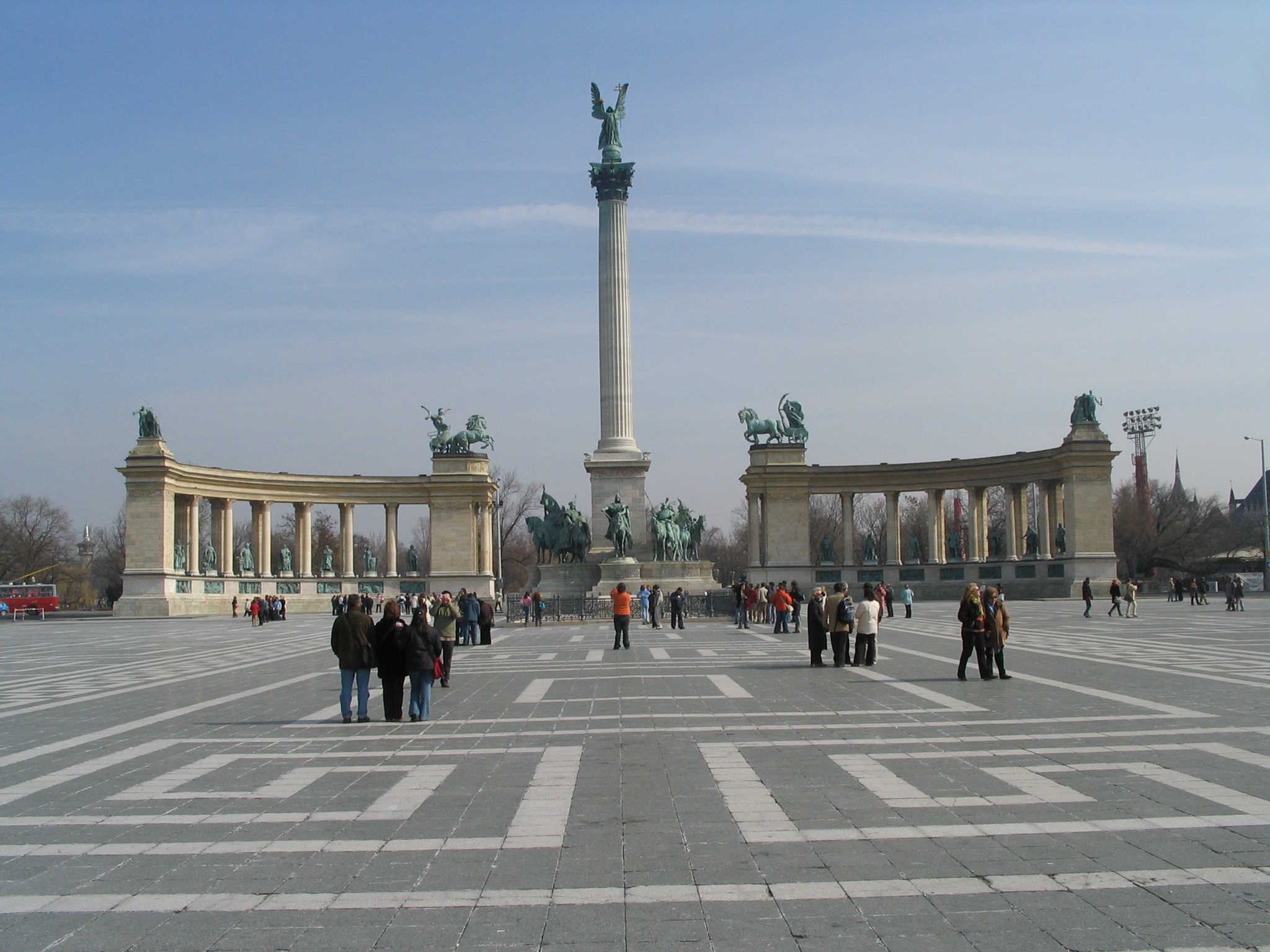
Millenniummonumentet vid Hjältarnas torg.

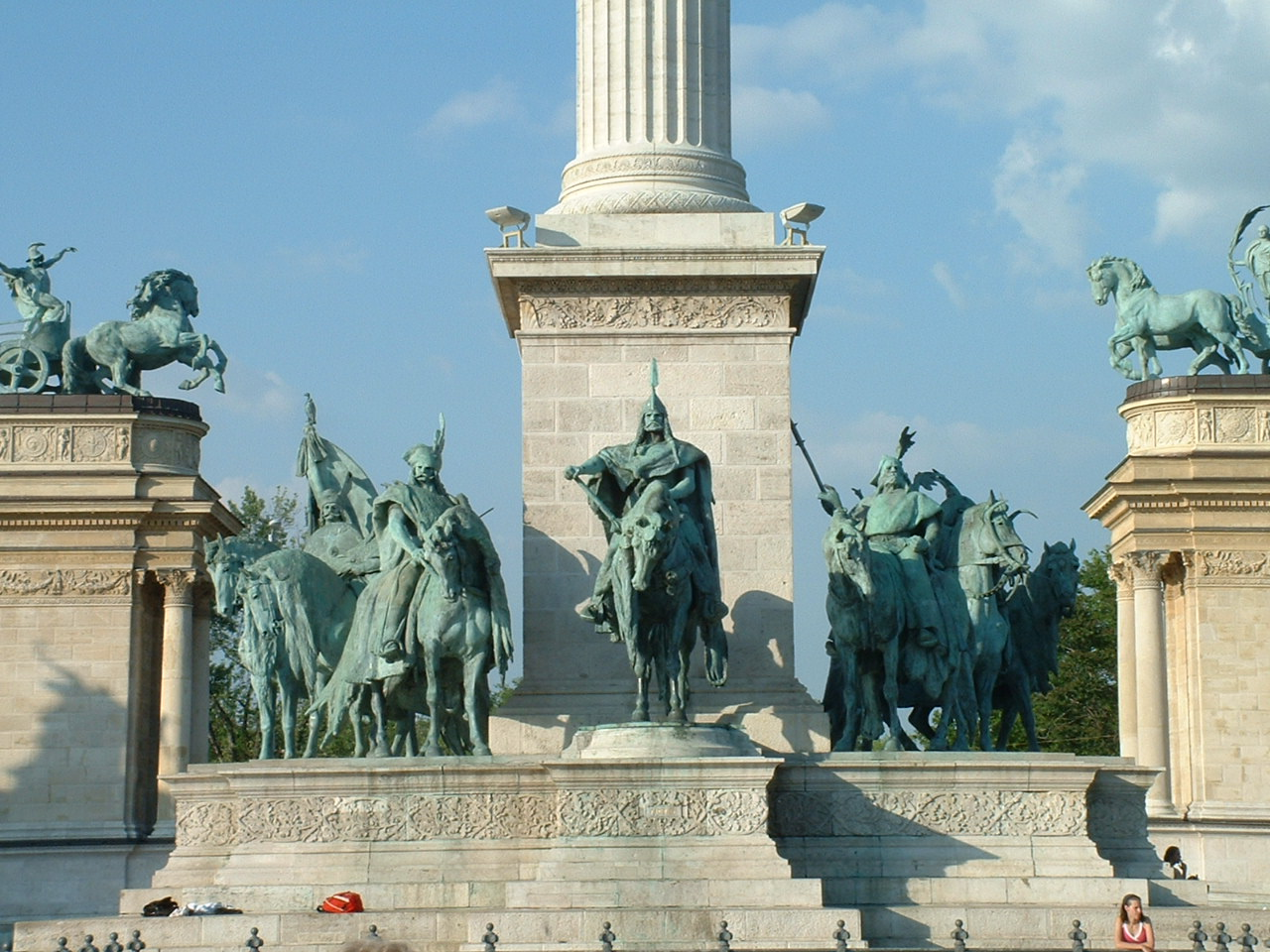
De sju hövdingarnas ryttarstatyer med Arpad främst.

Hjältarnas torg (ungerska: Hősök tere), även Hjältarnas plats, är ett av de större torgen i centrala Budapest. Den ligger vid slutet av Andreasboulevarden (med vilken den utgör ett världsarv sedan 1987) och Budapests stadspark. Invid torget ligger två konstmuseer, Budapest konstmuseum samt Konsthallen och Serbiens ambassad. Torget är troligen mest känd för sitt Millenniummonument. Under torget ligger metrostation Hősök tere från 1896 på linje M1.
Den centrala platsen på torget utgörs av landmärket Millenniummonumentet. Monumentets centrala del innehåller ryttarstatyer av hövdingarna, med Arpad främst, för de sju magyariska stammar som grundade Ungern under 800-talet och en hög kolonn som kröns av en staty av ärkeängeln Gabriel. Bakom dessa står fjorton statsmän porträtterade med statyer i den halvcirkelformade arkaden. Dessa statsmän ansågs ha gjort enastående saker för den ungerska nationen i dess historia. De avporträtterade är: 
- Stefan I av Ungern[2]
- Ladislaus I av Ungern
- Koloman av Ungern
- Andreas II av Ungern
- Bela IV av Ungern
- Karl I Robert av Ungern
- Ludvig I av Ungern
- János Hunyadi
- Mattias I Corvinus
- István Bocskai
- Gábor Bethlen
- Imre Thököly
- Frans II Rákóczy
- Lajos Kossuth[2]

Konstruktionen av minnesplatsen började med millenniumfirandet av den ungerska nationen 1896 men monumentet blev klart först år 1929, samtidigt som torget fick sitt namn.